# Bymainiella polesoni
Bymainiella polesoni es una especie de Arachnida del género Bymainiella, de la familia Hexathelidae, del orden Araneae. Es un predador terrestre que habita en bosques densos.

## Distribución
Bymainiella polesoni se distribuye con endemismo en el sur de Australia (Nueva Gales del Sur). Ha sido descrito en el parque nacional Nueva Inglaterra de Dorrigo.

## Taxonomía
Fue descrita científicamente por el aracnólogo australiano Robert John Raven en 1978.
Tratamiento taxonómico
La especie aparece registrada y publicada en Australian Journal of Zoology Supplementary Series, número 65, entre las páginas 1 y 75 (1978).